# Gubicza Tibor
Gubicza Tibor (Cece, 1937. április 13. – ) magyar tanító, politikus, országgyűlési képviselő.

## Életpályája

### Iskolája
A tanítóképzőt Sárbogárdon és Székesfehérváron végezte el.

### Pályafutása
1949-ben Pusztaszabolcsra költözött szüleivel. 1955–1956 között Borjádon tanító volt. 1956–1957 között Kisbudméron oktatott. 1957–1959 között a Mohácsi Járási Tanács népművelési előadója volt. 1959–1985 között Pusztaszabolcson tanított; magyart, éneket, rajzot, volt tanító, napközis nevelő. 1983–1993 között 287 társadalmi temetést végzett. 1998-ban nyugdíjba vonult.

### Politikai pályafutása
1985–1990 között Pusztaszabolcs tanácselnöke volt. 1990-től a Fidesz tagja. 1990–1998 között Pusztaszabolcs polgármestere volt. 1994–1998 között a Fejér Megyei Önkormányzati Képviselő volt. 1997–1999 között a Fidesz pusztaszabolcsi elnöke volt. 1998–2002 között országgyűlési képviselő (Fejér megye, Fidesz) volt. 1998–2002 között az Oktatási és tudományos bizottság tagja volt.

## Családja
Szülei: Gubicza János (1906–1988) és Gilicze Anna (1912–1996) voltak. 1961-ben házasságot kötött Gyűszű Alizzal. Egy lányuk született: Gabriella (1962).

## Díjai
- Pusztaszabolcs díszpolgára (2013)[3]